# Landtagswahl in der Steiermark 1927
- SDAPDÖ: 21
- Ude: 2
- EL: 24
- LB: 9

Die Landtagswahl in der Steiermark 1927 wurde am 24. April 1927 durchgeführt und war die dritte Landtagswahl in der Steiermark während der Ersten Republik.
Der Landtag war von 70 auf 56 Sitze verkleinert worden. Im Vorfeld hatte sich die Einheitsliste aus Christlichsozialer Partei (CSP), Großdeutscher Volkspartei (GDVP) und Nationalsozialisten gebildet. Sie verlor mit 12,56 % im Vergleich zum Gesamtergebnis der Einzelparteien 1923 die Wahl deutlich und blieb mit 40,83 % und 24 Mandaten nur knapp vor der Sozialdemokratische Arbeiterpartei Deutschösterreichs (SDAPDÖ), die mit leichten Gewinnen 36,94 % und 21 Mandate erreichte. Der Landbund konnte erheblich an Stimmen zulegen und erreichte 16,1 % und 9 Mandate, eins mehr als 1923. 
Außerdem trat der Wirtschaftsverein für Österreich an, eine Partei, die vom Freiwirtschaftler und Lebensreformer Johannes Ude gegründet worden war und deshalb oft „Ude-Partei“ genannt wurde. Sie erzielte auf Anhieb 4,66 % und 2 Mandate.
Der Völkischsoziale Block erreichte nur 1,1 % und kein Mandat, ebenso die Kommunistische Partei Österreichs, die mit 0,37 % noch weiter marginalisiert wurde. Auf sonstige Gruppen entfielen 0,1 % der Stimmen. 
Die Abgeordneten wählten trotz der Verluste der Einheitsliste wieder Alfred Gürtler (EL/CSP) zum Landeshauptmann, da sich der Landbund geweigert hatte einen Sozialdemokraten zum Landeshauptmann zu wählen. Gürtler hatte Franz Prisching (CS) abgelöst, der während der Wahlperiode auf Anton Rintelen (CSP) nachgefolgt war, weil Rintelen 1926 Bundesminister für Unterricht geworden war. Am 21. Mai 1927 wurde Gürtler von Hans Paul (CSP) abgelöst. Rintelen kehrte 1928 wieder in die Landespolitik zurück und übernahm das Amt am 23. April 1928 wieder.

## Wahlergebnis
|                                                                | Ergebnisse 1927 | Ergebnisse 1927 | Ergebnisse 1927 | Ergebnisse 1923  | Ergebnisse 1923  | Ergebnisse 1923  | Differenzen | Differenzen | Differenzen |
| -------------------------------------------------------------- | --------------- | --------------- | --------------- | ---------------- | ---------------- | ---------------- | ----------- | ----------- | ----------- |
|                                                                | Stimmen         | %               | Mand.           | Stimmen          | %                | Mand.            | Stimmen     | Mand.       |             |
| Abgegebene Stimmen                                             | 488.203         |                 |                 | 469.735          |                  |                  | + 18.468    |             |             |
| Partei                                                         |                 |                 |                 |                  |                  |                  |             |             |             |
| Einheitsliste (EL)1                                            | 199.295         | 40,83 %         | 24              | 250.818          | 53,39 %          | 38               | – 51.523    | – 14        |             |
| Sozialdemokratische Arbeiterpartei Deutschösterreichs (SDAPDÖ) | 180.328         | 36,94 %         | 21              | 163.073          | 34,72 %          | 24               | + 17.255    | – 3         |             |
| Landbund (LB)                                                  | 78.561          | 16,09 %         | 9               | 53.269           | 11,34 %          | 8                | + 25.292    | + 1         |             |
| Wirtschaftsverein für Österreich (Ude)                         | 22.795          | 4,66 %          | 2               | nicht kandidiert | nicht kandidiert | nicht kandidiert | + 22.795    | + 2         |             |
| Völkischsozialer Block                                         | 5.139           | 1,05 %          | –               | nicht kandidiert | nicht kandidiert | nicht kandidiert | + 5.139     | ± 0         |             |
| Kommunistische Partei Österreichs (KPÖ)                        | 1.828           | 0,37 %          | –               | 2.575            | 0,55 %           | –                | – 747       | ± 0         |             |
| Sonstige                                                       | 257             | 0,05 %          | –               | nicht kandidiert | nicht kandidiert | nicht kandidiert | + 257       | ± 0         |             |
| Gesamt                                                         | 488.203         | 100,00 %        | 56              | 469.735          | 100,00 %         | 70               | + 18.468    | – 14        |             |

1) Die Einheitsliste war eine gemeinsame Liste der Christlichsozialen Partei (CSP), der Großdeutschen Volkspartei (GDVP) und der nationalsozialistischen Schulz-Bewegung. Der Vergleichswert von 1923 ist die Gesamtsumme dieser Parteien.